# Championnat de France de football de troisième division 2018-2019
Navigation
National 2017-2018 National 2019-2020
La saison 2018-2019 du Championnat de France de football National est la vingt-sixième édition du Championnat de France de football National. Le troisième niveau du football français oppose cette saison dix-huit clubs en une série de trente-quatre rencontres. C'est le plus haut échelon auquel peuvent accéder les équipes amateurs puisqu'au-delà, les clubs doivent avoir le statut professionnel pour participer au Championnat de France de football de Ligue 2.

## Relégations, promotions et décisions administratives
Selon le règlement le championnat comprend, outre les clubs classés entre la quatrième et la quatorzième place lors de la saison 2017-2018, les deux clubs relégués de Ligue 2, le perdant du barrage Ligue 2/National et les quatre clubs promus du National 2 (anciennement championnat de France amateur ou CFA).
L'US Quevilly-Rouen Métropole fait son retour en National après une saison en Ligue 2, tandis que le Tours FC fait son retour après 10 ans en Ligue 2.
Cette saison voit notamment le retour de l'équipe du Mans FC relégué en Division d'Honneur en 2013. Le club de JA Drancy va quant à lui connaître sa première saison en troisième division.
| \| Laval Le Mans Quevilly Chambly Dunkerque Lyon Duchère Tours Boulogne-sur-Mer Avranches Concarneau Drancy Marignane Pau Bourg · -en-Bresse Villefranche Cholet Entente SSG Rodez \| Localisation des clubs |
| Laval Le Mans Quevilly Chambly Dunkerque Lyon Duchère Tours Boulogne-sur-Mer Avranches Concarneau Drancy Marignane Pau Bourg · -en-Bresse Villefranche Cholet Entente SSG Rodez                              |

| \| Entente SSG Drancy Chambly \| Localisation des clubs franciliens engagés en National. |
| Entente SSG Drancy Chambly                                                               |

## Liste des clubs participants
Le tableau suivant liste les clubs participants, leur budget, leur entraîneur, et leur stade.
| Club                | En National depuis | Classement 2017-2018 | Budget (en M€), | Entraîneur        | Depuis | Stade                                     | Capacité      | Nombre de saisons en National |
| ------------------- | ------------------ | -------------------- | --------------- | ----------------- | ------ | ----------------------------------------- | ------------- | ----------------------------- |
| Bourg-en-Bresse 01  | 2018               | 18e (Ligue 2)        | 3,5             | Damien Ott        | 2018   | Stade Marcel-Verchère                     | 11 400        | 4                             |
| US Quevilly-Rouen   | 2018               | 19e (Ligue 2)        | 3,5             | Emmanuel Da Costa | 2013   | Stade Robert-Diochon                      | 12 018        | 3                             |
| Tours FC            | 2018               | 20e (Ligue 2)        | 4               | Michel Estevan    | 2019   | Stade de la Vallée du Cher                | 13 000        | 5                             |
| Rodez AF            | 2017               | 4e                   | 2,1             | Laurent Peyrelade | 2015   | Stade Paul-Lignon                         | 04 755        | 7                             |
| US Avranches        | 2014               | 5e                   | 1,8             | Frédéric Reculeau | 2018   | Stade René-Fenouillère                    | 02 650        | 4                             |
| Lyon Duchère AS     | 2016               | 6e                   | 2,2             | Karim Mokeddem    | 2014   | Stade de Balmont                          | 05 438        | 4                             |
| US Boulogne CO      | 2012               | 7e                   | 3               | Olivier Frapolli  | 2017   | Stade de la Libération                    | 13 726        | 9                             |
| Stade lavallois     | 2017               | 8e                   | 4               | Pascal Braud      | 2019   | Stade Francis-Le-Basser                   | 11 107        | 4                             |
| USL Dunkerque       | 2013               | 9e                   | 2,3             | Claude Robin      | 2018   | Stade Marcel-Tribut                       | 04 200        | 5                             |
| Pau FC              | 2016               | 10e                  | 1,7             | Bruno Irles       | 2019   | Nouste Camp Stade Didier Deschamps (J4)   | 02 000 03 000 | 15                            |
| Entente SSG         | 2017               | 11e                  | 0,69            | Vincent Bordot    | 2011   | Stade Michel-Hidalgo                      | 08 000        | 7                             |
| FC Chambly Oise     | 2014               | 12e                  | 2,2             | Bruno Luzi        | 2001   | Stade des Marais                          | 02 500        | 4                             |
| US Concarneau       | 2016               | 13e                  | 1,8             | Benoît Cauet      | 2019   | Stade Guy-Piriou Stade de Penvillers (J2) | 05 800 07 758 | 2                             |
| SO Cholet           | 2017               | 14e                  | 2,7             | Romain Revelli    | 2018   | Stade omnisports de Cholet                | 02 635        | 1                             |
| Marignane Gignac FC | 2018               | 1er N2 (A)           | 1,4             | Patrice Eyraud    | 2014   | Stade Saint-Exupéry                       | 01 500        | 0                             |
| FC Villefranche     | 2018               | 1er N2 (B)           | 1,85            | Alain Pochat      | 2017   | Stade Armand Chouffet                     | 03 500        | 0                             |
| JA Drancy           | 2018               | 1er N2 (C)           | 0,75            | Malik Hebbar      | 2006   | Stade Charles Sage                        | 02 500        | 0                             |
| Le Mans FC          | 2018               | 1er N2 (D)           | 4,5             | Richard Déziré    | 2015   | MMArena                                   | 25 064        | 0                             |

## Règlement du championnat

### Barème des points
- 3 points pour une victoire
- 1 point pour un match nul
- 0 point pour une défaite

### Promotions et relégations
À l'issue des 34 journées du championnat, selon le classement :
- Les équipes classées à la 1re et à la 2e place sont promues en Ligue 2
- L'équipe classée 3e doit disputer un match de barrage contre le 18e de Ligue 2 et le gagner pour monter en Ligue 2[3].
- Les équipes classées de la 4e à la 14e place participeront à nouveau au National.
- Les équipes classées de la 15e à 18e place sont reléguées en National 2.

### Règles de classements
En cas d'égalité de points au classement, les équipes sont départagés selon les critères suivants :
- Résultats lors des face-à-face
- Différence de buts lors des face-à-face
- Différence de buts générale
- Nombre de buts inscrits dans la compétition
- Classement selon le Carton Bleu (Classement du fair-play)
- Tirage au sort

Le National se déroule comme la Ligue 1 et Ligue 2. L'exception notable est à la différence de buts. Dans les championnats amateurs français, c'est la différence de buts particulière qui domine en cas d'égalité de points au classement final.

## Classement et résultats

### Classement
| Rang | Équipe                        | Pts  | J  | G  | N  | P  | Bp | Bc | Diff |
| ---- | ----------------------------- | ---- | -- | -- | -- | -- | -- | -- | ---- |
| 1    | Rodez AF                      | 76   | 34 | 23 | 7  | 4  | 54 | 21 | +33  |
| 2    | FC Chambly Oise               | 62   | 34 | 18 | 8  | 8  | 48 | 31 | +17  |
| 3    | Le Mans FC P                  | 59   | 34 | 16 | 11 | 7  | 38 | 29 | +9   |
| 4    | Stade lavallois               | 54   | 34 | 16 | 6  | 12 | 51 | 43 | +8   |
| 5    | Lyon Duchère AS               | 50   | 34 | 13 | 11 | 10 | 43 | 42 | +1   |
| 6    | US Boulogne CO                | 49   | 34 | 12 | 13 | 9  | 38 | 33 | +5   |
| 7    | SO Cholet                     | 46   | 34 | 11 | 13 | 10 | 41 | 38 | +3   |
| 8    | US Avranches                  | 45   | 34 | 12 | 9  | 13 | 37 | 40 | -3   |
| 9    | US Quevilly-Rouen Métropole R | 45   | 34 | 11 | 12 | 11 | 37 | 37 | 0    |
| 10   | Pau FC                        | 44-1 | 34 | 13 | 6  | 15 | 41 | 38 | +3   |
| 11   | USL Dunkerque                 | 43   | 34 | 11 | 10 | 13 | 37 | 39 | -2   |
| 12   | FC Villefranche Beaujolais P  | 42   | 34 | 8  | 18 | 8  | 34 | 34 | 0    |
| 13   | US Concarneau                 | 40   | 34 | 10 | 10 | 14 | 30 | 43 | -13  |
| 14   | Bourg-en-Bresse 01 R          | 39   | 34 | 10 | 9  | 15 | 35 | 38 | -3   |
| 15   | Tours FC R                    | 37   | 34 | 7  | 16 | 11 | 21 | 29 | -8   |
| 16   | Marignane Gignac FC P         | 34   | 34 | 8  | 10 | 16 | 31 | 43 | -12  |
| 17   | Entente SSG                   | 29   | 34 | 5  | 14 | 15 | 27 | 46 | -19  |
| 18   | JA Drancy P                   | 26   | 34 | 5  | 11 | 18 | 21 | 40 | -19  |

| Légende : Qualifications et relégations | Légende : Qualifications et relégations                                                    |
| --------------------------------------- | ------------------------------------------------------------------------------------------ |
|                                         | Promotion en Ligue 2 2019-2020                                                             |
|                                         | Barrages de promotion en Ligue 2                                                           |
|                                         | Relégation en National 2 2019-2020                                                         |
|                                         | Rétrogradé administrativement en National 3 2019-2020                                      |
|                                         | P : promu de National 2 2017-2018 R : Relégué de Ligue 2 2017-2018 -1 : Points de pénalité |

1. ↑  1 point de pénalité pour Pau, pour avoir aligné un joueur suspendu contre Bourg-en-Bresse.

### Résultats
Le tableau suivant récapitule les résultats « aller » et « retour » du championnat :
| Résultats (▼dom., ►ext.)                                   | USA | USBCO | BOU  | FCCO | SOC | USC | JAD | USLD | SL  | LMFC | LDAS | MGFC | PFC | RAF | USQR | ESSG | TFC | FCVB |
| US Avranches                                               |     | 2-1   | 3-1  | 2-0  | 1-1 | 0-2 | 2-0 | 1-0  | 1-1 | 0-2  | 1-1  | 2-3  | 1-0 | 2-1 | 1-1  | 5-1  | 0-0 | 0-0  |
| US Boulogne CO                                             | 4-0 |       | 2-0  | 0-1  | 1-0 | 1-1 | 2-1 | 0-1  | 2-0 | 0-0  | 1-1  | 3-2  | 1-1 | 0-3 | 2-1  | 0-0  | 1-1 | 0-0  |
| Bourg-en-Bresse 01                                         | 1-2 | 2-4   |      | 0-1  | 2-1 | 1-1 | 1-0 | 0-0  | 2-1 | 3-0  | 2-3  | 3-0  | 1-0 | 0-2 | 1-1  | 0-2  | 2-0 | 0-0  |
| FC Chambly Oise                                            | 2-1 | 2-0   | 3-0  |      | 2-1 | 2-0 | 4-1 | 1-2  | 0-0 | 2-2  | 1-1  | 2-2  | 1-0 | 2-1 | 2-0  | 2-1  | 3-0 | 0-0  |
| SO Cholet                                                  | 0-0 | 1-1   | 0-0  | 2-2  |     | 4-1 | 2-0 | 1-3  | 1-2 | 0-1  | 2-1  | 0-0  | 2-1 | 0-0 | 2-1  | 1-1  | 0-1 | 2-2  |
| US Concarneau                                              | 1-0 | 0-1   | 0-0  | 0-3  | 0-1 |     | 0-0 | 2-1  | 1-0 | 1-1  | 1-2  | 1-0  | 1-1 | 1-1 | 2-1  | 1-2  | 0-0 | 4-3  |
| JA Drancy                                                  | 1-0 | 0-0   | 1-1  | 3-0  | 0-1 | 1-2 |     | 0-1  | 0-1 | 1-1  | 2-0  | 0-0  | 0-0 | 0-1 | 1-1  | 2-1  | 0-3 | 0-1  |
| USL Dunkerque                                              | 3-0 | 0-1   | 1-4  | 1-2  | 0-0 | 3-0 | 1-0 |      | 1-0 | 1-2  | 4-1  | 2-0  | 1-2 | 1-2 | 0-0  | 1-2  | 0-0 | 1-1  |
| Stade lavallois                                            | 4-1 | 1-1   | 1-0  | 2-0  | 3-2 | 2-0 | 4-3 | 3-2  |     | 3-1  | 3-2  | 3-0  | 0-2 | 1-1 | 1-1  | 2-0  | 1-0 | 2-1  |
| Le Mans FC                                                 | 1-1 | 2-3   | 1-0  | 2-1  | 1-1 | 2-1 | 1-1 | 1-1  | 1-0 |      | 2-1  | 2-0  | 2-1 | 0-1 | 2-0  | 2-0  | 0-0 | 0-1  |
| Lyon Duchère AS                                            | 1-0 | 1-0   | 1-0  | 1-2  | 1-0 | 1-1 | 3-0 | 0-0  | 3-1 | 0-1  |      | 1-1  | 3-2 | 2-2 | 0-1  | 1-1  | 2-2 | 0-0  |
| Marignane Gignac FC                                        | 2-1 | 0-0   | 1-1  | 0-2  | 1-1 | 2-0 | 2-1 | 3-0  | 2-0 | 0-1  | 1-2  |      | 1-0 | 0-1 | 1-2  | 2-1  | 0-1 | 1-1  |
| Pau FC                                                     | 2-0 | 3-1   | 0-3a | 2-0  | 3-1 | 0-1 | 3-0 | 0-0  | 2-1 | 0-1  | 2-1  | 2-1  |     | 1-3 | 3-0  | 0-0  | 0-2 | 1-1  |
| Rodez Aveyron Football                                     | 1-0 | 3-0   | 3-1  | 2-1  | 0-1 | 2-1 | 1-0 | 4-1  | 2-1 | 1-0  | 5-1  | 1-0  | 2-0 |     | 0-1  | 1-0  | 3-0 | 1-1  |
| US Quevilly-Rouen                                          | 1-3 | 0-0   | 2-0  | 0-1  | 1-2 | 3-1 | 0-0 | 3-0  | 4-3 | 1-1  | 1-1  | 3-1  | 2-0 | 0-1 |      | 1-0  | 0-0 | 1-3  |
| Entente SSG                                                | 1-3 | 0-2   | 1-1  | 2-1  | 1-3 | 0-1 | 2-0 | 1-1  | 1-2 | 0-0  | 0-2  | 1-1  | 1-4 | 0-0 | 1-1  |      | 0-0 | 1-1  |
| Tours FC                                                   | 0-1 | 1-1   | 1-0  | 0-0  | 2-2 | 1-0 | 0-0 | 2-2  | 1-1 | 2-0  | 0-1  | 1-0  | 1-2 | 0-2 | 1-1  | 0-0  |     | 0-1  |
| FC Villefranche Beaujolais                                 | 0-0 | 2-1   | 0-2  | 0-0  | 2-3 | 1-1 | 1-1 | 0-1  | 2-1 | 1-2  | 0-1  | 1-1  | 2-1 | 1-1 | 0-1  | 2-2  | 2-1 |      |
| - Victoire à domicile - Match nul - Victoire à l'extérieur |     |       |      |      |     |     |     |      |     |      |      |      |     |     |      |      |     |      |

a Match perdu par Pau contre Bourg-en-Bresse sur le score de pénalité de 0-3. Le match avait été remporté initialement 4-0 par Pau.

#### Barrages de promotion
Les barrages de promotion entre le troisième de National et le dix-huitième de Ligue 2 prennent place durant le mois de mai 2019. Le vainqueur de ces barrages obtient une place pour le championnat de Ligue 2 2019-2020 tandis que le perdant va en National 2019-2020.
| Match aller             | (N1) Le Mans FC | 1 - 2   | GFC Ajaccio (L2)         | MMArena, Le Mans                                                                           |                                                                                            |
| Mardi 28 mai 2019 20h45 | Boissier 53e    | (0 - 1) | 14e Blayac · 48e Jobello | Spectateurs : 22 800 Diffuseur : Canal+ Sport, beIN Sports 1 Arbitrage : François Letexier | Spectateurs : 22 800 Diffuseur : Canal+ Sport, beIN Sports 1 Arbitrage : François Letexier |
| Mardi 28 mai 2019 20h45 | Rapport         |         |                          | Spectateurs : 22 800 Diffuseur : Canal+ Sport, beIN Sports 1 Arbitrage : François Letexier | Spectateurs : 22 800 Diffuseur : Canal+ Sport, beIN Sports 1 Arbitrage : François Letexier |

| Match retour               | (L2) GFC Ajaccio | 0 - 2   | Le Mans FC (N1)           | Stade Ange-Casanova, Ajaccio                                      |                                                                   |
| Dimanche 2 juin 2019 18h00 |                  | (0 - 0) | 73e Boissier · 90+7e Soro | Diffuseur : Canal+ Sport, beIN Sports 1 Arbitrage : Mikaël Lesage | Diffuseur : Canal+ Sport, beIN Sports 1 Arbitrage : Mikaël Lesage |
| Dimanche 2 juin 2019 18h00 | Rapport          |         |                           | Diffuseur : Canal+ Sport, beIN Sports 1 Arbitrage : Mikaël Lesage | Diffuseur : Canal+ Sport, beIN Sports 1 Arbitrage : Mikaël Lesage |

## Statistiques

### Évolution du classement
| Journées →    | 1  | 2  | 3  | 4  | 5  | 6  | 7  | 8  | 9  | 10 | 11 | 12 | 13 | 14 | 15 | 16 | 17 | 18 | 19 | 20 | 21 | 22 | 23 | 24 | 25 | 26 | 27 | 28 | 29 | 30 | 31 | 32 | 33 | 34 | prom. | bar. | rel. |
| Équipe ↓      |    |    |    |    |    |    |    |    |    |    |    |    |    |    |    |    |    |    |    |    |    |    |    |    |    |    |    |    |    |    |    |    |    |    |       |      |      |
| ------------- | -- | -- | -- | -- | -- | -- | -- | -- | -- | -- | -- | -- | -- | -- | -- | -- | -- | -- | -- | -- | -- | -- | -- | -- | -- | -- | -- | -- | -- | -- | -- | -- | -- | -- | ----- | ---- | ---- |
| Avranches     | 1  | 4  | 2  | 3  | 4  | 8  | 8  | 11 | 9  | 10 | 10 | 10 | 11 | 9  | 10 | 11 | 13 | 13 | 15 | 15 | 13 | 12 | 11 | 10 | 7  | 8  | 9  | 10 | 10 | 9  | 8  | 6  | 8  | 8  | 2     | 1    | 2    |
| Boulogne/Mer  | 14 | 1  | 7  | 5  | 2  | 1  | 3  | 2  | 1  | 2  | 5  | 5  | 6  | 7  | 7  | 5  | 6  | 7  | 7  | 5  | 6  | 8  | 6  | 7  | 8  | 7  | 7  | 8  | 8  | 10 | 7  | 8  | 6  | 6  | 6     | 1    |      |
| Bourg-en-B.   | 8  | 2  | 10 | 13 | 12 | 14 | 14 | 16 | 16 | 16 | 17 | 16 | 14 | 12 | 14 | 14 | 14 | 14 | 12 | 12 | 11 | 11 | 12 | 11 | 12 | 12 | 11 | 12 | 12 | 12 | 12 | 12 | 14 | 14 | 1     |      | 5    |
| Chambly       | 4  | 14 | 13 | 14 | 10 | 7  | 5  | 4  | 3  | 4  | 6  | 6  | 4  | 4  | 4  | 4  | 1  | 2  | 1  | 1  | 3  | 1  | 1  | 1  | 2  | 2  | 2  | 2  | 2  | 2  | 2  | 2  | 2  | 2  | 16    | 2    |      |
| Cholet        | 16 | 7  | 4  | 8  | 9  | 6  | 10 | 10 | 7  | 8  | 9  | 9  | 9  | 11 | 11 | 8  | 8  | 8  | 6  | 6  | 7  | 5  | 7  | 5  | 5  | 5  | 5  | 5  | 5  | 5  | 6  | 7  | 7  | 7  |       |      | 1    |
| Concarneau    | 9  | 3  | 1  | 2  | 8  | 9  | 9  | 7  | 8  | 9  | 8  | 8  | 8  | 8  | 8  | 10 | 10 | 10 | 10 | 10 | 9  | 9  | 9  | 9  | 10 | 10 | 12 | 13 | 11 | 13 | 13 | 14 | 13 | 13 | 2     | 1    |      |
| Drancy        | 15 | 16 | 16 | 18 | 18 | 18 | 18 | 18 | 18 | 17 | 18 | 18 | 18 | 18 | 18 | 18 | 18 | 18 | 18 | 18 | 18 | 18 | 18 | 18 | 18 | 18 | 18 | 18 | 18 | 18 | 18 | 18 | 18 | 18 |       |      | 34   |
| Dunkerque     | 17 | 18 | 18 | 17 | 16 | 16 | 17 | 17 | 17 | 18 | 16 | 17 | 17 | 16 | 17 | 17 | 17 | 16 | 17 | 17 | 14 | 15 | 16 | 16 | 16 | 16 | 15 | 14 | 14 | 15 | 16 | 13 | 12 | 11 |       |      | 28   |
| Laval         | 11 | 13 | 8  | 6  | 3  | 2  | 1  | 1  | 2  | 1  | 1  | 1  | 1  | 2  | 3  | 2  | 4  | 4  | 4  | 4  | 4  | 4  | 4  | 4  | 4  | 4  | 3  | 3  | 3  | 3  | 3  | 3  | 4  | 4  | 10    | 8    |      |
| Le Mans       | 5  | 10 | 5  | 7  | 5  | 3  | 2  | 6  | 6  | 6  | 4  | 4  | 2  | 1  | 2  | 1  | 2  | 1  | 2  | 2  | 1  | 2  | 3  | 3  | 3  | 3  | 4  | 4  | 4  | 4  | 4  | 4  | 3  | 3  | 11    | 7    |      |
| Lyon-Duchère  | 6  | 11 | 6  | 1  | 1  | 4  | 4  | 3  | 4  | 3  | 3  | 2  | 3  | 5  | 5  | 6  | 5  | 6  | 5  | 9  | 10 | 6  | 5  | 6  | 6  | 6  | 6  | 6  | 6  | 6  | 5  | 5  | 5  | 5  | 3     | 4    |      |
| Marignane     | 2  | 5  | 9  | 12 | 14 | 15 | 15 | 14 | 13 | 13 | 13 | 12 | 10 | 13 | 9  | 9  | 9  | 9  | 11 | 11 | 12 | 13 | 15 | 15 | 15 | 15 | 16 | 16 | 16 | 16 | 15 | 16 | 16 | 16 | 1     |      | 14   |
| Pau           | 18 | 17 | 17 | 16 | 17 | 17 | 16 | 15 | 15 | 15 | 11 | 12 | 10 | 9  | 12 | 13 | 11 | 11 | 9  | 8  | 8  | 10 | 10 | 13 | 13 | 13 | 13 | 9  | 9  | 8  | 10 | 11 | 11 | 10 |       |      | 10   |
| Quevilly      | 12 | 12 | 14 | 9  | 7  | 10 | 12 | 8  | 10 | 7  | 7  | 7  | 5  | 6  | 6  | 7  | 7  | 5  | 8  | 7  | 5  | 7  | 8  | 8  | 9  | 9  | 10 | 11 | 13 | 11 | 11 | 9  | 9  | 9  |       |      |      |
| Rodez         | 7  | 15 | 15 | 10 | 12 | 11 | 7  | 5  | 5  | 5  | 2  | 3  | 7  | 3  | 1  | 3  | 3  | 3  | 3  | 3  | 2  | 3  | 2  | 2  | 1  | 1  | 1  | 1  | 1  | 1  | 1  | 1  | 1  | 1  | 15    | 8    | 2    |
| Sannois-St.G. | 10 | 9  | 12 | 15 | 15 | 12 | 11 | 12 | 14 | 14 | 15 | 15 | 16 | 17 | 16 | 16 | 15 | 15 | 16 | 16 | 17 | 17 | 17 | 17 | 17 | 17 | 17 | 17 | 17 | 17 | 17 | 17 | 17 | 17 |       |      | 26   |
| Tours         | 3  | 6  | 3  | 4  | 6  | 5  | 6  | 9  | 11 | 11 | 12 | 11 | 13 | 15 | 15 | 15 | 16 | 17 | 14 | 14 | 16 | 16 | 14 | 14 | 14 | 14 | 14 | 15 | 15 | 14 | 14 | 15 | 15 | 15 |       | 2    | 12   |
| Villefranche  | 13 | 8  | 11 | 11 | 11 | 13 | 13 | 13 | 12 | 12 | 14 | 14 | 15 | 14 | 13 | 12 | 12 | 12 | 13 | 13 | 15 | 14 | 13 | 12 | 11 | 11 | 8  | 7  | 7  | 7  | 9  | 10 | 10 | 12 |       |      | 2    |

En gras et italique, les équipes comptant un match en retard (exemple : 14 pour Chambly à l’issue de la 2e journée) ; en gras, italique et souligné, celles en comptant deux (4 pour Chambly à l’issue de la 16e journée) : 
1. ↑  2e journée : Pau - Chambly a été décalé entre les 10e et 11e journées.
2. ↑  14e journée : Marignane Gignac - Chambly a été décalé entre les 19e et 20e journées.
3. ↑  15e journée : Pau - Lyon Duchère a été décalé entre les 19e et 20e journées.
4. ↑  16e journée : Chambly - Avranches a été décalé entre les 17e et 18e journées, tandis que le match Drancy - Rodez, initialement décalé entre les 19e et 20e journées, a dû être de nouveau reporté, cette fois entre les 23e et 24e journées.
5. ↑  17e journée : Concarneau - Avranches a été décalé entre les 19e et 20e journées, tandis que le match Boulogne - Bourg-en-Bresse, initialement décalé entre les 19e et 20e journées, a dû être de nouveau reporté, cette fois entre les 23e et 24e journées.
6. ↑  20e journée : Chambly - Tours, Avranches - Villefranche et Sannois-Saint-Gratien - Quevilly ont été décalés entre les 23e et 24e journées et Lyon - Bourg-en-Bresse a été décalé entre les 27e et 28e journées.
7. ↑  26e journée : Avranches - Drancy a été décalé entre les 31e et 32e journées.

### Buts marqués par journée
Ce graphique représente le nombre de buts marqués lors de chaque journée.

### Classement des buteurs
Le tableau suivant liste les joueurs selon le classement des buteurs pour la saison 2018-2019 de National.
| Rang | Buteur                             | Club                 | Buts Note 1 | Pen. Note 2 | Ratio Note 3 |
| ---- | ---------------------------------- | -------------------- | ----------- | ----------- | ------------ |
| 1    | Kévin Rocheteau                    | SO Cholet            | 15          | 2           | 0,48         |
| 2    | Robert Maah                        | US Boulogne          | 14          | 3           | 0,52         |
| 3    | Joris Correa                       | FC Chambly Oise      | 13          | 0           | 0,39         |
| 4    | Vincent Thill Mayingila Nzuzi Mata | Pau FC USL Dunkerque | 12          | 3 1         | 0,43 0,36    |

| Mis à jour le 24 mai 2019. 1 : Nombre de buts inscrits incluant le nombre de pénaltys 2 : Nombre de pénaltys 3 : Ratio (buts inscrits/matchs joués) |

### Affluences
Ce graphique représente le nombre de spectateurs lors de chaque journée.

### Trophées du National
| \| Pontdemé Jaques B. Dembélé Scaramozzino Mellot Boissier Thill Etinof Correa Bonnet K. Rocheteau \| L'équipe type du National saison 2018-2019. |
| Pontdemé Jaques B. Dembélé Scaramozzino Mellot Boissier Thill Etinof Correa Bonnet K. Rocheteau                                                   |

Pour cette quatrième édition des trophées du National, la Fédération française de football (FFF) a décerné plusieurs distinctions individuelles et collectives à l'issue du vote de l'ensemble des entraîneurs et des capitaines des équipes participantes au championnat National.
- Meilleur joueur :  Kévin Rocheteau (SO Cholet)
- Meilleur entraineur :  Laurent Peyrelade (Rodez AF)
- Meilleur gardien de but :  Simon Pontdemé (FC Chambly)
- Révélation de la saison :  Vincent Thill (Pau FC)
- Plus beau but de la saison :  Gabriel Etinof (Stade lavallois)
- Projet social club : US Concarneau
- Meilleur arbitre :  Gaël Angoula

Onze joueurs ont également été choisis pour former l'équipe type du National pour la saison 2018-2019.

### Autres références
1. ↑  Arnaud Detout et Laurent Pruneta, « Drancy : malgré la montée, la Jeanne d’Arc ne va pas flamber », leparisien.fr,‎ 14 mai 2018 (lire en ligne, consulté le 17 mai 2018).
2. ↑  « National. Les budgets des clubs pour 2018-2019 », sur www.footamateur.fr, 3 août 2018.
3. ↑  « Ligue 2 - National : un barrage de promotion/relégation dès 2016-17 » (consulté le 29 mai 2016).
4. ↑  « FFF - Fiche Match National - Vendredi 29 mars 2019 (R11) - PAU FC / F. Bourg-en-Bresse 01 » (consulté le 24 avril 2019).
5. ↑  « Football - Fiche Compétition : National 2017/2018 » (consulté le 29 septembre 2018)
6. ↑  « Trophées du National 2018-2019 : palmarès. », sur FFF.fr, 14 mai 2019 (consulté le 10 juin 2019)